# Слоупстайл
Слоупста́йл (англ. slopestyle, від англ. slope — нахил (гора для катання) і англ. style — стиль) — тип змагань з таких видів спорту як фристайл, сноубординг, маунтинбайк, який передбачає виконання серії акробатичних стрибків на трамплінах, пірамідах, контр-нахилах, перилах і т. ін., які розташовані на трасі у певному порядку.
Слоупстайл потребує доброї фізичної і технічної готовності спортсмена та точності виконання трюків. Наприклад, падіння під час змагань призводить до втрати швидкості, що унеможливлює виконання наступних трюків, а це — практично гарантована поразка. Часто елементи розташовані у кілька рядів, тому спортсмен самостійно вирішує на якому виконуватиме трюк.
У 2012 році МОК включив слоупстайл в олімпійську програму Зимових Олімпійських ігор 2014 року у Сочі як у сноуборді, так і у фристайлі.